# Franz Boas
Franz Boas (Minden, Westfalia; 9 de julio de 1858-Nueva York, 21 de diciembre de 1942) fue un antropólogo estadounidense de origen judío alemán. Ha sido considerado como el «padre de la antropología estadounidense», y se le asocia con el historicismo antropológico.
Boas fue uno de los más destacados opositores a las ideas del racismo científico, muy populares en aquel momento, que defendían la raza como un concepto biológico y afirmaban que el comportamiento humano era explicable mediante la tipología de las características biológicas.

## Biografía
Tras estudiar en varias universidades alemanas como Heidelberg, Bonn, se doctoró en la de Kiel. Rechazó el evolucionismo cultural y el difusionismo, ya que no creía que los mismos hechos en lugares y tiempos separados entre sí puedan provenir de leyes universales que dirigirían el espíritu humano. Fue representante de la escuela relativista y, a su vez, precursor del particularismo histórico.
En sus comienzos estudió física y geografía, disciplina en la que se doctoró con la realización de un estudio sobre el color del agua del mar. En 1886, durante unas investigaciones, viajó al norte de Canadá para estudiar distintos manantiales de agua. Se extravió y fue rescatado por los inuit. A raíz de este hecho decidió quedarse en los Estados Unidos y se convirtió en antropólogo, pasando a impartir clases en la Universidad de Columbia, en la que creó y dirigió el departamento de Antropología. Tal y como escribió en su conocida obra de 1911 La mente del hombre primitivo, confiaba en que los descubrimientos antropológicos «nos enseñarán a tolerar en mayor medida otras formas de civilización diferentes de la nuestra».
En 1921 realizó trabajos relacionados con las consecuencias de las migraciones; estos consistían en comparar la primera y segunda generación de inmigrantes en las poblaciones de origen, que habían permanecido sedentarias. El objetivo de estos estudios era medir el impacto del nuevo entorno sobre los emigrantes.
Fue fundador de la American Anthropological Association y de la revista American Anthropologist que se publicó por primera vez en 1898. En 1931 fue presidente de la Asociación Angloamericana para el Desarrollo de la Ciencia. Cuando el NSDAP alemán denunció la «ciencia judía» (ataque no sólo contra él, sino también contra Sigmund Freud y Albert Einstein), Boas les respondió por escrito junto a 8000 intelectuales más que lo que importaba era el desarrollo del conocimiento científico, los caracteres étnicos y las elecciones religiosas eran completamente irrelevantes.

## Obra
- Boas n.d. "The relation of Darwin to anthropology", notes for a lecture; Boas papers (B/B61.5) American Philosophical Society, Philadelphia. Published online by Herbert Lewis 2001b.
- Boas, Franz (1889). The Houses of the Kwakiutl Indians, British Columbia.. Proceedings of the United States National Museum. 11 (709). Washington D.C., United States National Museum. pp. 197-213. doi:10.5479/si.00963801.11-709.197. Smithsonian Research Online.
- Boas, Franz (1895). The Social Organization and the Secret Societies of the Kwakiutl Indians.. Report of the United States National Museum. Washington D.C., United States National Museum. pp. 197-213. Smithsonian Research Online.
- Boas, Franz (1897). «The Decorative Art of the Indians of the North Pacific Coast.». Science. Bulletin of the American Museum of Natural History. (New York, American Museum of Natural History). IX, Article X. (82): 101-3. PMID 17747165. doi:10.1126/science.4.82.101. AMNH Digital Repository.
- Boas, Franz (1898). The Mythology of the Bella Coola Indians.. Memoirs of the American Museum of Natural History. Publications of the Jesup North Pacific Expedition. Vol. II, Pt. II. New York, American Museum of Natural History. AMNH Digital Repository.
- Teit, James; Boas, Franz (1900). The Thompson Indians of British Columbia. Memoirs of the American Museum of Natural History. The Jesup North Pacific Expedition. Vol. II, Pt. IV. New York, American Museum of Natural History. AMNH Digital Repository.
- Boas, Franz (1901). A Bronze Figurine from British Columbia.. Bulletin of the American Museum of Natural History. Vol. XIV, Article X. New York, American Museum of Natural History. AMNH Digital Repository.
- Boas, Franz; Hunt, George (1902). Kwakiutl Texts.. Memoirs of the American Museum of Natural History. Publications of the Jesup North Pacific Expedition. Vol. V, Pt. I. New York, American Museum of Natural History. AMNH Digital Repository.
- Boas, Franz; Hunt, George (1902). Kwakiutl Texts.. Memoirs of the American Museum of Natural History. Publications of the Jesup North Pacific Expedition. Vol. V, Pt. II. New York, American Museum of Natural History. AMNH Digital Repository.
- Boas, Franz; Hunt, George (1905). Kwakiutl Texts.. Memoirs of the American Museum of Natural History. Publications of the Jesup North Pacific Expedition. Vol. V, Pt. III. New York, American Museum of Natural History. AMNH Digital Repository.
- Boas, Franz; Hunt, George (1906). Kwakiutl Texts - Second Series. Memoirs of the American Museum of Natural History. Publications of the Jesup North Pacific Expedition. Vol. X, Pt. I. New York, American Museum of Natural History. AMNH Digital Repository.
- Boas, Franz (1906). The Measurement of Differences Between Variable Quantities. New York: The Science Press. (Online version at the Internet Archive)
- Boas, Franz (1909). The Kwakiutl of Vancouver Island.. Memoirs of the American Museum of Natural History. Publications of the Jesup North Pacific Expedition. Vol. II, Pt. II. New York, American Museum of Natural History. AMNH Digital Repository.
- Boas, Franz. (1911). Handbook of American Indian languages (Vol. 1). Bureau of American Ethnology, Bulletin 40. Washington: Government Print Office (Smithsonian Institution, Bureau of American Ethnology).
- Boas, Franz (1911). The Mind of Primitive Man. ISBN 978-0-313-24004-1 (Online version of the 1938 revised edition at the Internet Archive)
- Boas, Franz (1912). "Changes in the Bodily Form of Descendants of Immigrants". American Anthropologist, Vol. 14, n.º 3, julio–septiembre 1912. Boas
- Boas, Franz (1912). «The History of the American Race». Annals of the New York Academy of Sciences XXI: 177-183. doi:10.1111/j.1749-6632.1911.tb56933.x.
- Boas, Franz (1914). "Mythology and folk-tales of the North American Indians". Journal of American Folklore, Vol. 27, n.º 106, oct.-dic. pp. 374–410.
- Boas, Franz (1917). Folk-tales of Salishan and Sahaptin tribes (DJVU). Washington State Library's Classics in Washington History collection. Published for the American Folk-Lore Society by G.E. Stechert.
- Boas, Franz (1917). «Kutenai Tales». Bureau of American Ethnology Bulletin. Washington State Library's Classics in Washington History collection. (Smithsonian Institution.) 59. Classics in Washington History: Native Americans.
- Boas, Franz (1922). "Report on an Anthropometric Investigation of the Population of the United States". Journal of the American Statistical Association, June 1922.
- Boas, Franz (1927). "The Eruption of Deciduous Teeth Among Hebrew Infants". The Journal of Dental Research, Vol. vii, n.º 3, septiembre de 1927.
- Boas, Franz (1927). Primitive Art. ISBN 978-0-486-20025-5
- Boas, Franz (1928). Anthropology and Modern Life (2004 ed.) ISBN 978-0-7658-0535-5
- Boas, Franz (1935). "The Tempo of Growth of Fraternities". Proceedings of the National Academy of Sciences, Vol. 21, n.º 7, pp. 413–418, julio de 1935.
- Boas, Franz (1940). Race, Language, and Culture ISBN 978-0-226-06241-9
- Boas, Franz (1945). Race and Democratic Society, New York, Augustin.
- Stocking, George W., Jr., ed. 1974 A Franz Boas Reader: The Shaping of American Anthropology, 1883–1911 ISBN 978-0-226-06243-3
- Boas, Franz, edited by Helen Codere (1966), Kwakiutl Ethnography, Chicago, Chicago University Press.
- Boas, Franz (2006). Indian Myths & Legends from the North Pacific Coast of America: A Translation of Franz Boas' 1895 Edition of Indianische Sagen von der Nord-Pacifischen Küste-Amerikas. Vancouver, BC: Talonbooks. ISBN 978-0-88922-553-4

## Edición en castellano
- Franz Boas: textos de antropología. Editorial Universitaria Ramón Areces. 2008. ISBN 978-84-8004-863-7.